# A los maestros
A los maestros è un album in studio dei musicisti italiani Fabio Furia e Alessandro Deiana, pubblicato l'11 giugno 2021.

## Descrizione
L'album è un omaggio rivolto a due gruppi musicali che hanno dedicato la loro carriera principalmente al repertorio del tango e segnato la storia della formazione chitarra e bandoneon, ossia, il duo di Aníbal Arias (1922-2010) e Osvaldo José Montes (1934-2014) e il duo di Juanjo Domínguez (1951-2019) e Julio Pane (1947).
In questo album Fabio Furia e Alessandro Deiana reinterpretano le versioni dei quattro maestros, unendole al loro personale gusto musicale e fornendone una nuova lettura, attraverso il tocco e la musicalità che gli sono propri.
Le composizioni appartengono al periodo compreso tra l’epoca della Guardia Vieja e della Edad de Oro. I brani non sono ordinati, quindi, in base a un criterio cronologico ma ideati con l’intento di creare un percorso musicale in grado di generare nell’ascoltatore una sensazione di crescente espressività musicale.

## Tracce
1. Nostalgias – 3:36 (musica: Juan Carlos Cobián)
2. Un Placer – 2:44 (musica: Vicente Romeo)
3. Mariposita – 3:21 (musica: Anselmo Alfredo Aieta)
4. Los Mareados – 3:21 (musica: Juan Carlos Cobián)
5. La Rayuela – 2:40 (musica: Julio De Caro)
6. Palomita Blanca – 2:46 (musica: Anselmo Alfredo Aieta)
7. Milonga de mis amores – 3:22 (musica: Pedro Laurenz)
8. En esta tarde gris – 4:46 (musica: Mariano Mores)
9. La ultima Curda – 3:23 (musica: Aníbal Carmelo Troilo)
10. El dia que me quieras – 4:42 (musica: Carlos Gardel)
11. El Choclo – 4:17 (musica: Á. G. Villoldo Arroyo)
12. La Cumparsita – 3:56 (musica: G. H. Matos Rodríguez)

## Crediti

### Musicisti
- Fabio Furia - bandoneon
- Alessandro Deiana - chitarra

### Personale tecnico
- Michele Palmas - tecnico di studio
- Flavio Laconi - tecnico di studio
- Samuele Francesco Mazza - note di copertina
- Caterina Suelzu - note di copertina
- Manuela Perria - note di copertina
- Cristian Strina - fotografia